# فريدريك فورست (عسكري)
فريدريك فورست (بالإنجليزية: Frederick Forrest)‏ هو عسكري أسترالي، ولد في 9 أبريل 1877 في Rheola, Victoria ‏ في أستراليا، وتوفي في 20 أكتوبر 1930 في East Melbourne ‏ في أستراليا.